# Narodowe Stronnictwo Pracy
Narodowe Stronnictwo Pracy – polska partia polityczna utworzona 3 kwietnia 1932 na zjeździe w Poznaniu z przekształcenia NPR-Lewicy. Program NSP opierał się na demokracji parlamentarnej, którą postulował uzupełnić o „izbę gospodarczą”. Zarazem Stronnictwo głosiło radykalny program społeczny o charakterze antykapitalistycznym i antyklerykalnym. Wpływy Narodowego Stronnictwa Pracy ograniczały się do województwa poznańskiego (6500 członków) i łódzkiego. NSP nie wypracowało jednolitej taktyki: dążyło do konsolidacji narodowego ruchu robotniczego poprzez zjednoczenie z Narodową Partią Robotniczą i Partią Narodowych Socjalistów (Narodowy Obóz Pracy), ale jednocześnie blisko współpracowało z OZN, stanowiąc integralną część obozu sanacyjnego, a nawet utrzymywało kontakty z komunistami. 
Główni działacze: Antoni Ciszak (prezes), Ludwik Waszkiewicz, Feliks Widy-Wirski, Stanisław Mróz.
Organami prasowymi ugrupowania były „Prawda Robotnicza“ oraz „Praca“.